# Distrito de Taboga
El distrito de Taboga es una de las divisiones que conforman la provincia de Panamá y su capital es la isla de Taboga; situado en Panamá. Tiene una población de 1.402 habitantes según los datos del censo del 2000.

## Geografía

### Ubicación
Es un distrito insular formado por las islas de Taboga, Taboguilla, Otoque, Urabá, Melones, Chamá y Estivá. 

### División político-administrativa
Está dividido en tres corregimientos:
- Taboga

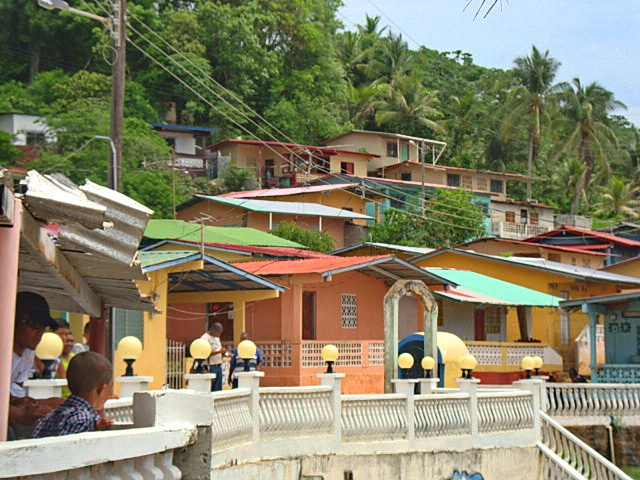
Otoque Occidente
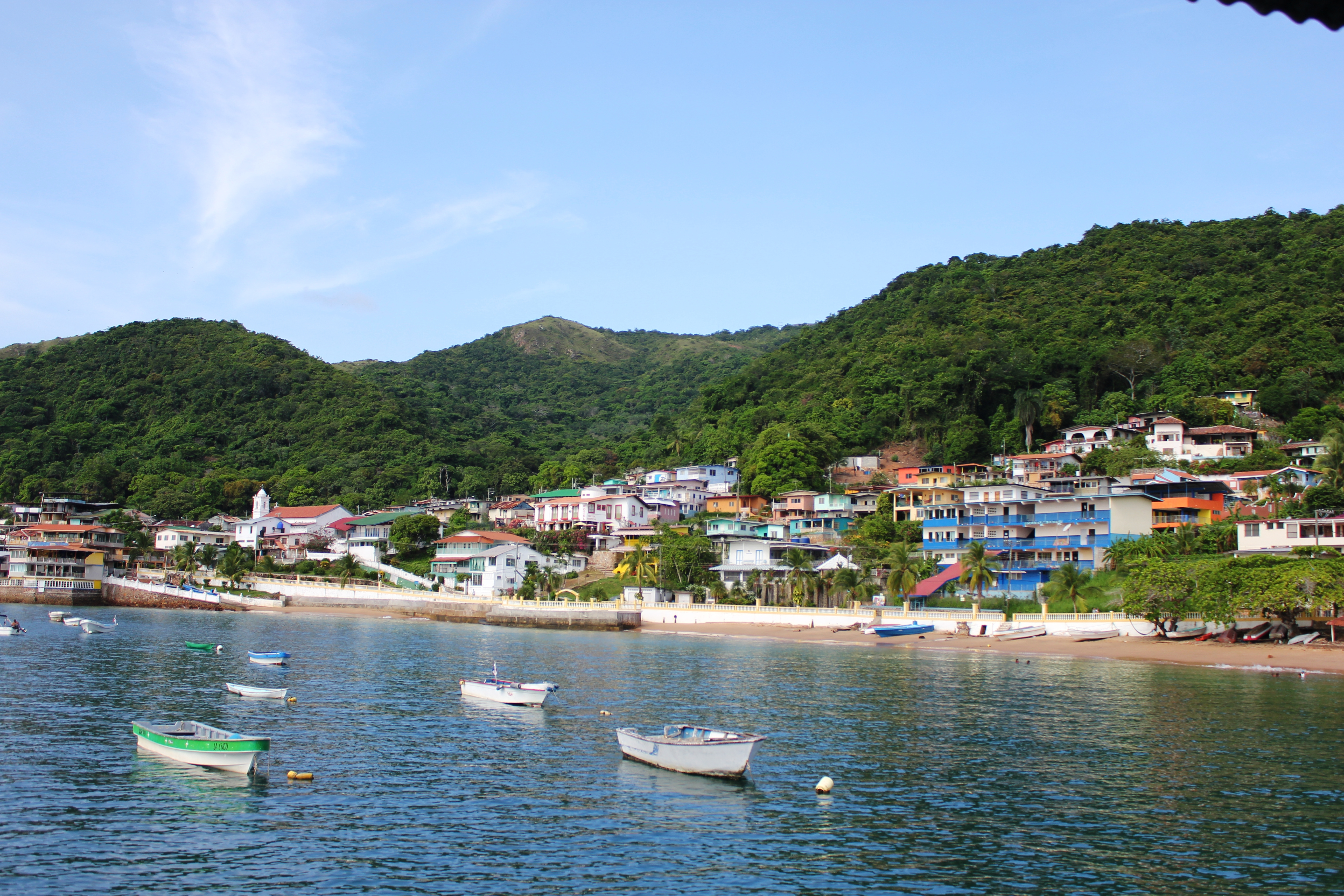
Playa de Taboga.

- Otoque Oriente.

- Otoque Oriente.
- Playa de Taboga.